# La mia banda suona il rock (album)
La mia banda suona il rock è il quinto album musicale di Ivano Fossati pubblicato nel 1979.

## Tracce
Testi e musiche di Ivano Fossati.
1. La mia banda suona il rock – 3:53
2. Di tanto amore – 4:18
3. Limonata e zanzare – 3:46
4. Vola – 4:16
5. Passa il corvo – 2:11
6. Dedicato – 4:31
7. ...E di nuovo cambio casa – 4:32
8. La crisi – 4:05
9. Il cane d'argento – 5:15

## Formazione
- Ivano Fossati: voce, chitarra elettrica, flauto traverso, pianoforte, sintetizzatore, vocoder, marimba, Fender Rhodes
- George Terry: chitarra acustica ed elettrica
- George "Chocolate" Perry: basso
- Scott Kirkpatrick: batteria
- Paul Harris: pianoforte e organo Hammond